# Rally Shalymar de 1982
El Rally Shalymar de 1982, oficialmente 14.º Rally Shalymar, fue la decimocuarta edición y la vigesimoséptima ronda de la temporada 1982 del Campeonato de España de Rally. Fue también puntuable para el campeonato de Castilla y para la Copa Seat Panda. Se celebró del 4 al 5 de diciembre y contó con un itinerario de veintiséis tramos que sumaban un total de 160 km cronometrados.
La pelea por la victoria se convirtió en un duelo entre Carlos Piñeiro e Isidro Oliveras, ambos con sendos Porsche 911 SC. Piñeiro logró aventajar a su rival en treinta segundos pero se redujo a los cinco antes de la última etapa y posteriormente la cancelación del tramo de Arrebatacapas supuso un alivio para sus aspiraciones ya que en la primera pasada había cedido seis segundos. De esta manera se alzó con la victoria por un margen de veintidós segundos. El tercer puesto del podio fue para Miguel Martínez, también a los mandos de un Porsche 911 SC que se aprovechó de un pinchazo de Mariano Lacasa que le hizo perder la tercera posición. En la copa Panda venció Roland Holke, a pesar de los buenos tiempos de Marcelino Boy, que perdió la victoria a causa de un minuto de penalización que recibió.

## Itinerario
| Día   | Etapa | Tramo | Nombre                  | Hora  |
| ----- | ----- | ----- | ----------------------- | ----- |
| Día 1 | 1     | TC1   | Quijorna-Navalagamella  | 16:53 |
| Día 1 | 1     | TC2   | Valdemaqueda-Hoyo P.    | 17:29 |
| Día 1 | 1     | TC3   | Hoyo P.-Cebreros        | 17:44 |
| Día 1 | 1     | TC4   | El Tiemblo-Cebreros     | 18:07 |
| Día 1 | 1     | TC5   | Puerto Arrebatacapas    | 18:20 |
| Día 1 | 1     | TC6   | Las Navas-Santa María   | 19:07 |
| Día 1 | 2     | TC7   | Valdemaqueda-Hoyo P.    | 20:45 |
| Día 1 | 2     | TC8   | Hoyo P.-Cebreros        | 21:00 |
| Día 1 | 2     | TC9   | El Tiemblo-Cebreros     | 21:23 |
| Día 1 | 2     | TC10  | Puerto Arrebatacapas    | 21:36 |
| Día 1 | 2     | TC11  | Las Navas-Santa María   | 22:23 |
| Día 2 | 3     | TC12  | Hoyo M.-Colmenar        | 03:23 |
| Día 2 | 3     | TC13  | Colmenar-Guadalix       | 03:42 |
| Día 2 | 3     | TC14  | Guadalix-Navalafuente   | 03:57 |
| Día 2 | 3     | TC15  | Torrelaguna-La Cabrera  | 04:24 |
| Día 2 | 3     | TC16  | El Berrueco-Torrelaguna | 04:43 |
| Día 2 | 3     | TC17  | San Agustín-Colmenar    | 05:25 |
| Día 2 | 3     | TC18  | Colmenar-Guadalix       | 05:54 |
| Día 2 | 4     | TC19  | Guadalix-Navalafuente   | 06:49 |
| Día 2 | 4     | TC20  | Pantano El Vellón       | 07:07 |
| Día 2 | 4     | TC21  | Torrelaguna-La Cabrera  | 07:31 |
| Día 2 | 4     | TC22  | El Berrueco-Torrelaguna | 07:50 |
| Día 2 | 4     | TC23  | San Agustín-Colmenar    | 08:32 |
| Día 2 | 4     | TC24  | Colmenar-Guadalix       | 09:01 |
| Día 2 | 4     | TC25  | Pantano El Vellón       | 09:21 |
| Día 2 | 4     | TC26  | Circuito del Jarama     | 10:30 |

## Clasificación final
| Pos. | Piloto                      | Copiloto           | Automóvil            | Tiempo  | Diferencia |
| ---- | --------------------------- | ------------------ | -------------------- | ------- | ---------- |
| 1.   | Carlos Piñeiro              | Carlos Orozco      | Porsche 911 SC       | 1:35:07 | 0.0        |
| 2.   | Isidro Oliveras             | Manuel Vidal       | Porsche 911 SC       | 1:35:29 | +0:22      |
| 3.   | Miguel Martínez Miguélez    | Alberto Berdote    | Porsche 911 SC       | 1:39:06 | +3:59      |
| 4.   | Alfredo del Águila «Daniel» | Juan José Grau     | Citroën Visa Trophée | 1:40:36 | +5:29      |
| 5.   | Mariano Lacasa              | Jaime Balañá       | Opel Ascona 400      | 1:41:28 | +6:21      |
| 6.   | Ricardo Muñoz               | Ramón Mínguez      | Citroën Visa Trophée | 1:41:37 | +6:30      |
| 7.   | José Antonio Zorrilla       | Guillermo Barreras | Citroën Visa Trophée | 1:42:40 | +7:33      |
| 8.   | Borja Moratal               | Andrés Mallagray   | Renault 5 Copa       | 1:43:11 | +8:04      |
| 9.   | Juan Carlos Herrero         | Abasolo            | Talbot Sunbeam Lotus | 1:44:09 | +9:02      |
| 10.  | Fernando Medina Olcina      | Luis M. Redondo    | Opel Ascona 2000     | 1:44:20 | +9:13      |